# Pieve di Santa Maria Assunta (Bolano)
La pieve di Santa Maria Assunta è un luogo di culto cattolico situato nel comune di Bolano, in via Borghetto, in provincia della Spezia. La chiesa è sede della parrocchia omonima del vicariato dell'Alta Val di Magra della diocesi della Spezia-Sarzana-Brugnato.
La chiesa è stata oggetto di interventi di ricostruzione all'inizio XX secolo, e si trova nella zona detta Borgo Vecchio.

## Storia

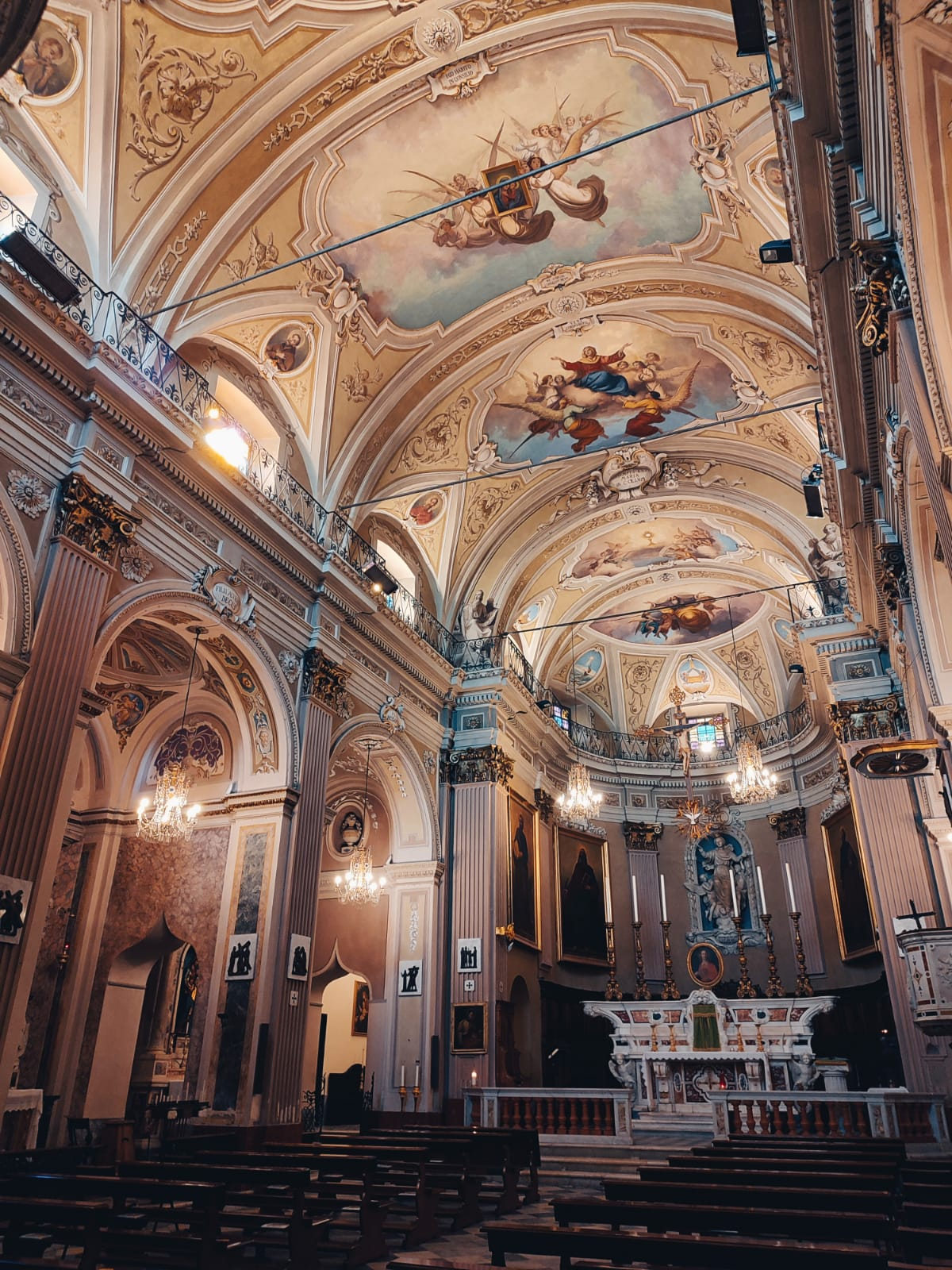
La navata centrale

L'esistenza nel territorio ligure di insediamenti romani è testimoniata da un'epigrafe funeraria che ricorda Vezia Afrodisia, ritrovata in un sepolcro in località Vara e che costituisce la prova fondamentale della presenza in passato della nobile gens romana dei Vettia in questo luogo.
Il ritrovamento di ossa e resti funerari dell'epoca romana conferma la presenza di un cimitero connesso alla zona della successiva Pieve qui costruita.
Bolano, e i territori della Pieve, da possedimenti dell'imperatore passeranno al vescovo della diocesi lunense nel 936, e nell'anno 1185 diverranno protettorati dell'imperatore Federico I. 
In età medievale gli stessi territori furono soggetti a periodi, anche lunghi, di forte abbandono, alternati a periodi di più intensa frequentazione.
Dell'antica pieve romanica si hanno testimonianze scritte dapprima in una bolla papale dell'anno 1048, e più avanti in altri due documenti della diocesi di Luni risalenti agli anni 1154 e 1203.
Nel 1471 l'edificio sacro passò ufficialmente sotto la dipendenza dell'abbazia di San Venanzio in Ceparana.

## Descrizione
La struttura architettonica della chiesa di Santa Maria Assunta attuale ha una datazione incerta. 
Un'epigrafe, all'interno, indica gli anni tra il 1782 e 1793 come anni in cui il nuovo edificio venne costruito in forme tardo barocche sopra la pieve medievale preesistente, dopo che questa venne abbattuta.
All'interno rimangono tuttora tracce dell'antico edificio, che indicano come questo fosse orientato diversamente rispetto a quello attuale, che sul lato sinistro reca l'originale portale d'ingresso. 
Il campanile, prima a cupola, poi a torre e infine a guglia, presenta ancora le bifore dell'antico campanile romanico. Dispone di un concerto di 8 campane.

## Patrimonio artistico

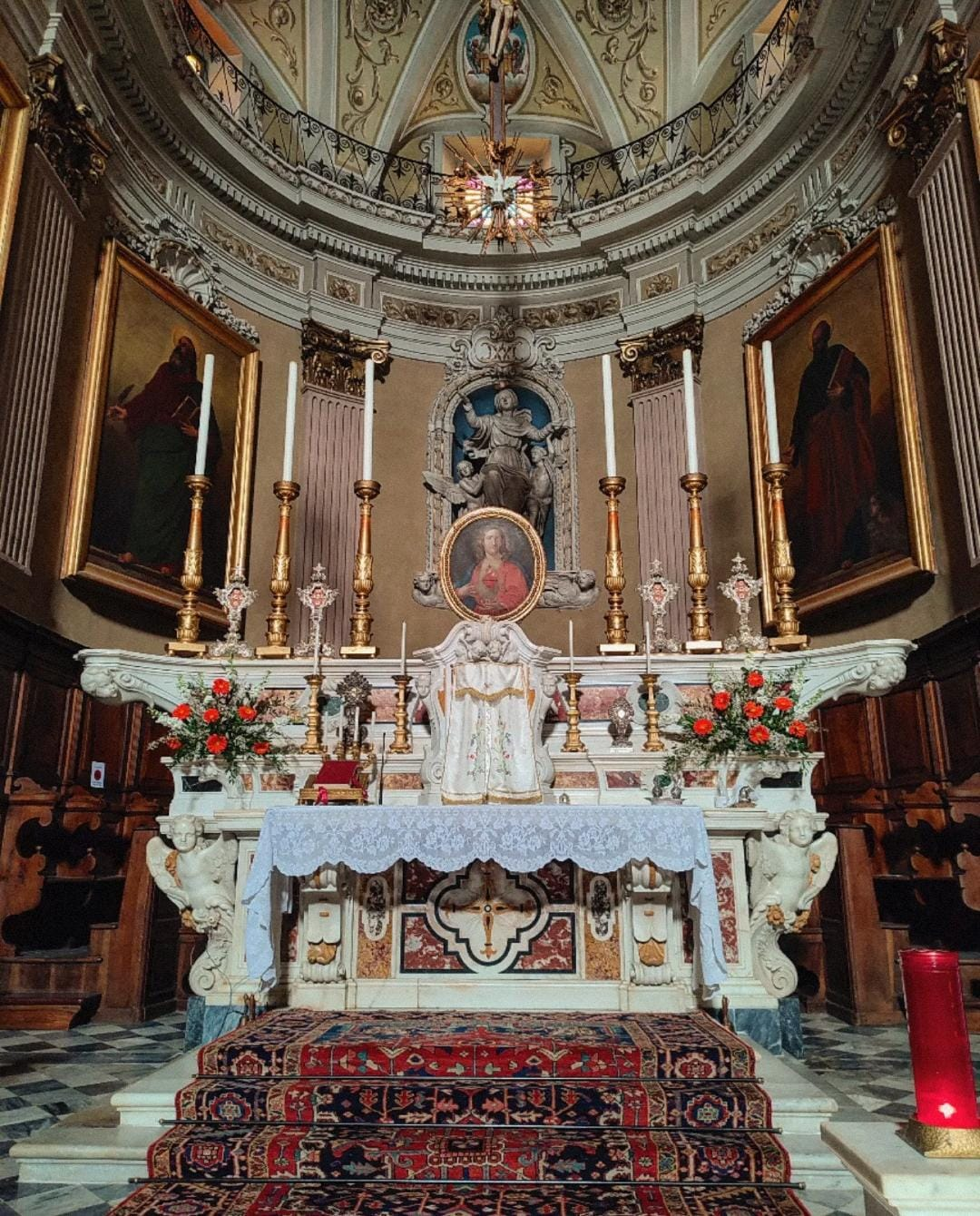
L'altare maggiore e abside

La pieve di Bolano conserva al suo interno opere di importante valore artistico, a partire dalla statuetta in marmo del XV Sec. raffigurante una Madonna col bambino; l'opera era prima collocata all'esterno dell'edificio, nella nicchia della facciata.
In sacrestia viene conservato anche un antico crocifisso del XV Sec., probabilmente collocato in precedenza nella pieve medievale. 
Nel presbiterio risalta l'altare maggiore, decorato con marmi policromi e ampliato durante i primissimi anni del XX Sec. 
I sei altari laterali rappresentano la progressiva stratificazione che è avvenuta nei secoli: partendo dal presbiterio abbiamo gli altari più antichi, che risalgono al periodo del rifacimento della pieve, nel 1782, ossia l'altare delle Sacre Spine e quello della Madonna del Rosario. A seguire troviamo poi l'altare della Madonna del Buon Consiglio e quello delle anime purganti, entrambi di fattura Ottocentesca. Gli ultimi due altari, intitolati a San Giuseppe e alla Madonna della Misericordia, sono stati eretti nei primissimi anni del 900.
La volta della navata centrale è stata affrescata nel 1902 dal pittore di Calice al Cornoviglio David Beghè
I tre confessionali sono originali del Settecento.
La cantoria in legno, decorata secondo il gusto dell'epoca, custodisce l'antico organo Serassi del 1820, elettrificato durante la metà del Novecento dalla ditta Michelotto di Albignasego, eliminando la consolle a finestra collocata in cantoria e aggiungendo a piano chiesa una nuova consolle a trasmissione elettrica a due manuali. 
Di particolare pregio e interesse sono i quadri dei quattro evangelisti collocati nell'abside della chiesa. 
Il crocifisso Settecentesco, ora appeso nell'abside, era prima collocato dietro l'altare maggiore, coronato dal baldacchino, comunemente chiamato "cielo", purtroppo andato perduto.
La Pieve custodisce anche importanti e pregiati paramenti (pianete, piviali e dalmatiche) e oggetti destinati all'uso liturgico.